# Lekkoatletyka na Światowych Wojskowych Igrzyskach Sportowych 2019 – bieg na 800 m mężczyzn
Bieg na 800 metrów mężczyzn – jedna z lekkoatletycznych konkurencji biegowych rozegranych w dniu 23 października 2019 roku podczas 7. Światowych Wojskowych Igrzyskach Sportowych na kompleksie sportowym WH FRSC Stadium w Wuhanie. Polak Michał Rozmys zdobył złoty medal igrzysk wojskowych.

## Terminarz
| Data                      | Godzina (UTC+08:00) | Wydarzenie             |
| ------------------------- | ------------------- | ---------------------- |
| 23 października 2019(dts) | 11:15               | Eliminacje – bieg nr 1 |
| 23 października 2019(dts) | 11:20               | Eliminacje – bieg nr 2 |
| 23 października 2019(dts) | 11:25               | Eliminacje – bieg nr 3 |
| 23 października 2019(dts) | 11:30               | Eliminacje – bieg nr 4 |
| 23 października 2019(dts) | 21:15               | Finał                  |

## Rekordy
Tabela prezentuje rekord świata, a także rekord Igrzysk wojskowych (CSIM) przed rozpoczęciem mistrzostw.
|                                   | Zawodnik      | Wynik   | Miejsce     | Data                     |
| --------------------------------- | ------------- | ------- | ----------- | ------------------------ |
| Rekord świata                     | David Rudisha | 1:40,91 | Londyn (IO) | 11 sierpnia 2012(dts)    |
| Rekord Igrzyska wojskowych (CSIM) | Ali al-Deraan | 1:45,50 | Mungyeong   | 6 października 2015(dts) |

## Uczestnicy
Do zawodów zgłoszono 29 lekkoatletów reprezentujących 24 kraje. Ostatecznie do biegów eliminacyjnych zgłosiło się 30 średniodystansowców, sklasyfikowanych zostało 26. Jedno państwo mogło wystawić 2 zawodników. Polskę reprezentowali Marcin Lewandowski oraz Michał Rozmys, który zwyciężył na tym dystansie.

## Medaliści
| Złoto                  | Srebro                  | Brąz                     |
| Michał Rozmys · Polska | Tuwei Cornelius · Kenia | Abraham Rotich · Bahrajn |

## Rezultaty

### Kwalifikacje
Awans do finału: zwycięzcy każdego biegu eliminacyjnego (Q) oraz czterech z najlepszymi czasami wśród przegranych (q).
| Pozycja | Bieg | Zawodnik                | Państwo                       | Czas    | Uwagi |
| ------- | ---- | ----------------------- | ----------------------------- | ------- | ----- |
| 1       | 1    | Mohamed Belbachir       | Algieria                      | 1:49,11 | Q     |
| 2       | 1    | Abraham Rotich          | Bahrajn                       | 1:49,34 | q     |
| 3       | 4    | Michał Rozmys           | Polska                        | 1:50,09 | Q     |
| 4       | 1    | Cosmin Trofin           | Rumunia                       | 1:50,38 | q     |
| 5       | 2    | Abdessalem Ayouni       | Tunezja                       | 1:50,40 | Q     |
| 6       | 4    | Som Bahadur Kumal       | Nepal                         | 1:50,50 | q     |
| 7       | 4    | Hamada Mohamed          | Egipt                         | 1:50,53 | q     |
| 8       | 2    | Yassine Hethat          | Algieria                      | 1:50,84 |       |
| 9       | 3    | Tuwei Cornelius         | Kenia                         | 1:51,43 | Q     |
| 10      | 2    | Ali Fahimi              | Algieria                      | 1:51,72 |       |
| 11      | 3    | Marcin Lewandowski      | Polska                        | 1:52,13 |       |
| 12      | 2    | Janis Razgalis          | Łotwa                         | 1:52,68 |       |
| 13      | 4    | Eliud Tutto             | Stany Zjednoczone             | 1:52,74 |       |
| 14      | 4    | Vincent Duguay          | Kanada                        | 1:53,46 |       |
| 15      | 1    | Jan van den Broeck      | Belgia                        | 1:54,07 |       |
| 16      | 1    | Aden Moussa Absieh      | Dżibuti                       | 1:54,69 |       |
| 17      | 4    | Medard Behodjngar       | Czad                          | 1:57,11 |       |
| 18      | 3    | Wilfredo Boada          | Wenezuela                     | 1:57,13 |       |
| 19      | 3    | Levison Mapfua          | Zimbabwe                      | 1:58,54 |       |
| 20      | 3    | Goodson Chungu          | Zambia                        | 1:59,82 |       |
| 21      | 2    | Brecht Windey           | Belgia                        | 2:00,00 |       |
| 22      | 2    | Andre Sawari Abba Sali  | Kamerun                       | 2:01,13 |       |
| 23      | 1    | Mahutan Meshal Yahya    | Arabia Saudyjska              | 2:02,18 |       |
| 24      | 1    | Stanimir Hristov Bochev | Bułgaria                      | 2:06,36 |       |
| 25      | 2    | Wa Kalumba Kalumba      | Demokratyczna Republika Konga | 2:17,50 |       |
| 26      | 1    | Zoza Leon Mafefe        | Demokratyczna Republika Konga | 2:21,50 |       |
| -       | 3    | Alain Solmengar         | Czad                          | DSQ     | 163.3 |
| -       | 4    | Diego Villanueva        | Wenezuela                     | DNF     |       |
| -       | 1    | Mohamed Nasir Abbas     | Katar                         | DNS     |       |
| -       | 3    | Saikou Camara           | Gambia                        | DNS     |       |

### Finał
| Pozycja | Tor | Zawodnik          | Państwo  | Czas    | Uwagi |
| ------- | --- | ----------------- | -------- | ------- | ----- |
| 01 !    | 6   | Michał Rozmys     | Polska   | 1:49,00 |       |
| 02 !    | 3   | Tuwei Cornelius   | Kenia    | 1:49,20 |       |
| 03 !    | 7   | Abraham Rotich    | Bahrajn  | 1:49,36 |       |
| 4       | 5   | Mohamed Belbachir | Algieria | 1:50,01 |       |
| 5       | 2   | Hamada Mohamed    | Egipt    | 1:50,64 |       |
| 6       | 8   | Abdessalem Ayouni | Tunezja  | 1:51,88 |       |
| 7       | 4   | Cosmin Trofin     | Rumunia  | 1:52,47 |       |
| 8 !     | 9   | Som Bahadur Kumal | Nepal    | DNF     |       |

Źródło: Wuhan